# 罗永纲
罗永纲（1966年9月—），男，汉族，山西朔州人，中华人民共和国政治人物，現任香港中聯辦副主任。呼和浩特教育学院生物系生物专业专科毕业，内蒙古师范大学成人教育学院生物专业函授后期本科学位，中国社会科学院研究生院经济系市场经济专业在职研究生学历。

## 生平
1984年9月，在呼和浩特教育学院生物系生物专业读全日制大学专科。1986年5月加入中国共产党。1986年7月参加工作，任呼和浩特市卫生学校教师、学生科副科长、学生科科长。1990年3月，任呼和浩特市卫生学校团委书记兼学生科科长。1993年7月，任内蒙古大学艺术学院学生处副处长兼团委副书记（1992年9月—1995年7月，在内蒙古师范大学成人教育学院生物专业函授后期本科学习）。1997年9月，任内蒙古大学艺术学院团委书记兼学生处处长（1996年12月—1998年11月，在中国社科院研究生院经济系市场经济专业学习硕士研究生课程）。
2002年4月，任共青团内蒙古自治区委员会党组成员、副书记，共青团十五届中央委员（其间：2004年9月—2007年7月，在内蒙古师范大学教育管理专业攻读硕士学位）。2007年12月，任巴彦淖尔市副市长。2010年7月，任中共鄂尔多斯市委常委、东胜区委书记。2011年12月，任中共鄂尔多斯市委副书记、政法委书记。
2013年8月，任内蒙古自治区安全生产监督管理局党组书记、局长。2015年8月，任中共通辽市委书记。2016年11月，任中共内蒙古自治区党委常委、秘书长，不再担任中共通辽市委书记、通辽军分区第一书记职务。2018年10月，兼任内蒙古自治区党委政法委书记。
2019年4月，任中共湖北省委常委、政法委书记。同年10月，转任澳门中联办副主任。2021年7月，改任香港中联办副主任。